# K League 2002
Die K-League 2002 war die zwanzigste Spielzeit der höchsten südkoreanischen Fußballliga. Die Liga bestand aus zehn Vereinen. Sie spielten jeweils dreimal gegeneinander.

## Teilnehmende Mannschaften
folgende Mannschaften nahmen an der K-League 2002 teil:
| Verein                  | Ort       | Gründungsjahr | Heimspielstätte                                         | Vorjahresplatzierung |
| ----------------------- | --------- | ------------- | ------------------------------------------------------- | -------------------- |
| Bucheon SK              | Bucheon   | 1982          | Bucheon-Stadion                                         | 7. Platz             |
| Anyang LG Cheetahs      | Anyang    | 1983          | Anyang-Stadion                                          | Vizemeister          |
| Seongnam Ihlwa Chunma   | Seongnam  | 1989          | Seongnam-Stadion                                        | Meister              |
| Pohang Steelers         | Pohang    | 1973          | Steel-Yard-Stadion                                      | 5. Platz             |
| Busan I'Cons            | Busan     | 1979          | Busan-Gudeok-Stadion                                    | 4. Platz             |
| Ulsan Hyundai Horang-i  | Ulsan     | 1983          | Ulsan-Gongseol-Stadion Ulsan-Munsu-Fußballstadion       | 6. Platz             |
| Jeonbuk Hyundai Motors  | Jeonju    | 1995          | Jeonju-Stadion Jeonju-World-Cup-Stadion                 | 9. Platz             |
| Chunnam Dragons         | Gwangyang | 1995          | Gwangyang-Fußballstadion                                | 8. Platz             |
| Suwon Samsung Bluewings | Suwon     | 1996          | Suwon-World-Cup-Stadion                                 | 3. Platz             |
| Daejeon Citizen         | Daejeon   | 1997          | Daejeon-Hanbat-Sports-Komplex Daejeon-World-Cup-Stadion | 10. Platz            |

## Abschlusstabelle
| Pl. | Verein                    | Sp. | S  | U  | N  | Tore    | Diff. | Punkte |
| --- | ------------------------- | --- | -- | -- | -- | ------- | ----- | ------ |
| 1.  | Seongnam Ilhwa Chunma (M) | 27  | 14 | 7  | 6  | 043:320 | +11   | 49     |
| 2.  | Ulsan Hyundai Horang-i    | 27  | 13 | 8  | 6  | 037:270 | +10   | 47     |
| 3.  | Suwon Samsung Bluewings   | 27  | 12 | 9  | 6  | 040:260 | +14   | 45     |
| 4.  | Anyang LG Cheetahs        | 27  | 11 | 7  | 9  | 037:300 | +7    | 40     |
| 5.  | Chunnam Dragons           | 27  | 9  | 10 | 8  | 021:210 | ±0    | 37     |
| 6.  | Pohang Steelers           | 27  | 9  | 9  | 9  | 031:340 | −3    | 36     |
| 7.  | Jeonbuk Hyundai Motors    | 27  | 8  | 11 | 8  | 037:360 | +1    | 35     |
| 8.  | Bucheon SK                | 27  | 8  | 8  | 11 | 032:400 | −8    | 32     |
| 9.  | Busan I'Cons              | 27  | 6  | 8  | 13 | 036:450 | −9    | 26     |
| 10. | Daejeon Citizen           | 27  | 1  | 11 | 15 | 017:400 | −23   | 14     |

| (M) | Amtierender Meister: Seongnam Ilhwa Chunma |